# فاطمة بتول قايا
فاطمة بتول قايا أو فاطمة بتول كايا (بالتركية: Fatma Betül Sayan Kaya )‏ طبيبة وسياسية تركية ولدت في 31 يناير سنة 1981، تولت حقيبة وزارة الأسرة والتضامن التركية في 1 نوفمبر 2015. تعرضت خلال ازمة بين هولندا وتركيا للطرد على خلفية تصعيد بالتصريحات بين المسؤولين بالبلدين عام 2017